# 다와라촌 (효고현)
다와라촌(田原村)은 효고현 간자키군에 있던 촌이다. 현재의 후쿠사키정의 중심부에 해당한다.